# Szombathelyi ortodox zsinagóga
A szombathelyi ortodox zsinagóga a gyorsan fejlődő szombathelyi zsidó közösség máig fennmaradt első zsinagógája volt.

## Története
1715-től a szombathelyi zsidóknak tilos volt a város falain belül letelepedni. A Batthyány család engedélyével az akkori Szőkeföld dűlőn adódott számukra építési lehetőség, amit béreltek. Ez a terület ma a belváros Thököly utca és Rákóczi utca közötti részét képezi.
Az 1832-ben a község önállósult, és a pártfogójuk Battyhány Fülöp hercegtől kapott telken templomot építettek, melyet 1836-ban megvásároltak. A mai Thököly utcában, a 46. számú házban működött a város első zsinagógája. A kapualjon túl, az udvaron ma is látható egy kút, alján friss vízzel, valószínűleg innen vezették a mikvébe a vizet. 
1840-től 1846-ig 38 fő költözött Szombathelyre, főleg a környező településekről és Rohoncról. A főúri birtokokról a megyeszékhelyre költöző zsidók lélekszáma 1848-ra már 300 volt. Jelenlétük kiváltotta a mezőváros ellenkezését, erre utal 1848. április 4-én kitörő zsidóellenes zavargás, mely során megtámadták és kifosztották a zsinagógát, a Szőkeföldi zsidók pincéit, lakásait. A városi tanács ekkor kitiltotta a zsidókat a városból és környékéről. Mindez csak azért nem vált valósággá, mert Széll József és Csányi László kormánybiztosok az első felelős magyar kormány nevében megsemmisítették a határozatokat. 1838-ban választották meg az ugyancsak rohonci származású Königsberger Lajost rabbinak. Eredetileg kereskedő volt, de rabbi képesítéssel is rendelkezett, amit a nikolsburgi országos főrabbinál szerzett, és amit a pozsonyi Chátám Szófer is megerősített. A tudós és jámbor életű rabbi 1861. december 14-én bekövetkezett haláláig vezette a közösséget.
Az 1871-es vallási szakadás után - amikor a zsidó hitközség ortodoxokra és neológokra vált szét - a kongresszusi hitközség a régi templomot eladta, amit aztán az ortodoxok visszapereltek. A huzavona lezárulta után, 1890. május 1-én az ortodoxok végül visszakapták a Thököly utcai régi templomot, ami tulajdonukban maradt egészen 1956-ig. A rituális fürdőt viszont beszüntették.
1956-ban az akkor a hitközség az zsinagóga eladására kényszerült. Az épületben évtizedekig a Festő és Üveges KTSZ működött, jelenleg boltok találhatók benne.

## Épülete
Az épület a tömegét tekintve nem sokat változott az idők folyamán. Az utca felőli homlokzaton is megmaradt a hét ablak. A belső teret teljesen átalakították, ennek ellenére a földszinti üzletekben még felfedezhetők az egykori zsinagógai tér öntöttvas oszlopai. 2002–2003 körül az alagsorban még felfedezhető volt az egykori rituális fürdő maradványai is. Az udvaron álló épületek is a közösséghez tartoztak, itt volt például a metsző háza. Ezeket az épületeket nemrég lebontották.
2003–2004 körül kezdeményezés indult annak érdekében, hogy a régi zsinagógát tábla jelölje meg. Elkészült a tábla és a felirat terve is, de az akkori tulajdonos nem járult hozzá a tábla elhelyezéshez.
A zsinagóga mellé építették az egyszintes rabbi lakást. Az épület a mai udvari bejárattól jobbra ma is áll, de egy emelet ráépítésével irodaházzá alakították. Mögötte állhatott a rituális vágó, ahol a sahter előírásszerűen levágta a hozzá vitt állatokat. Ezt az épületet, az egykori udvari pótimaházzal együtt az utolsó felújításkor a tulajdonos elbontotta.
A közelmúltban a homlokzat megújításakor az eredeti megjelenéssel azonos külsejét visszakapta.

## Galéria

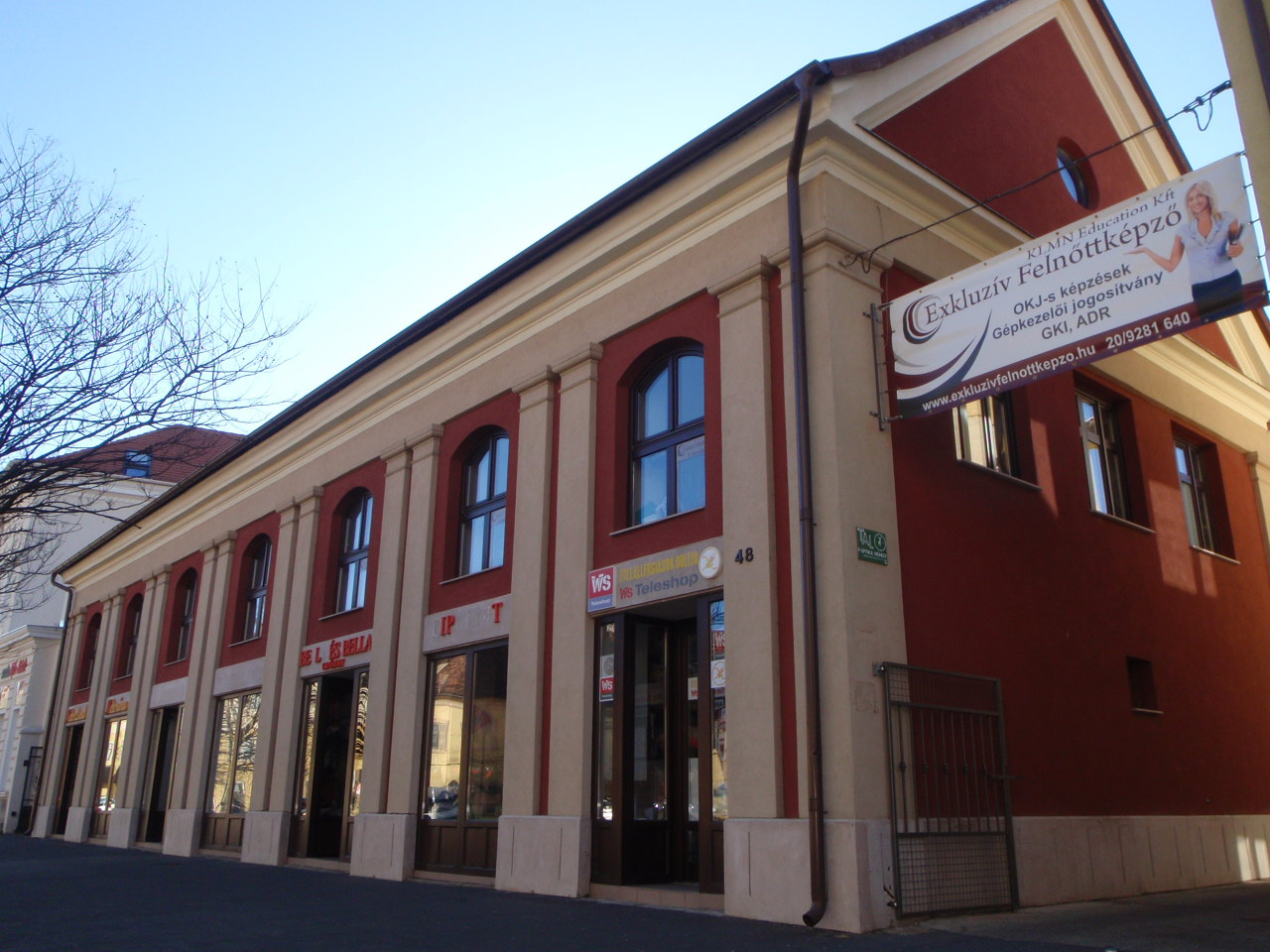
A zsinagóga a Thököly utca felől
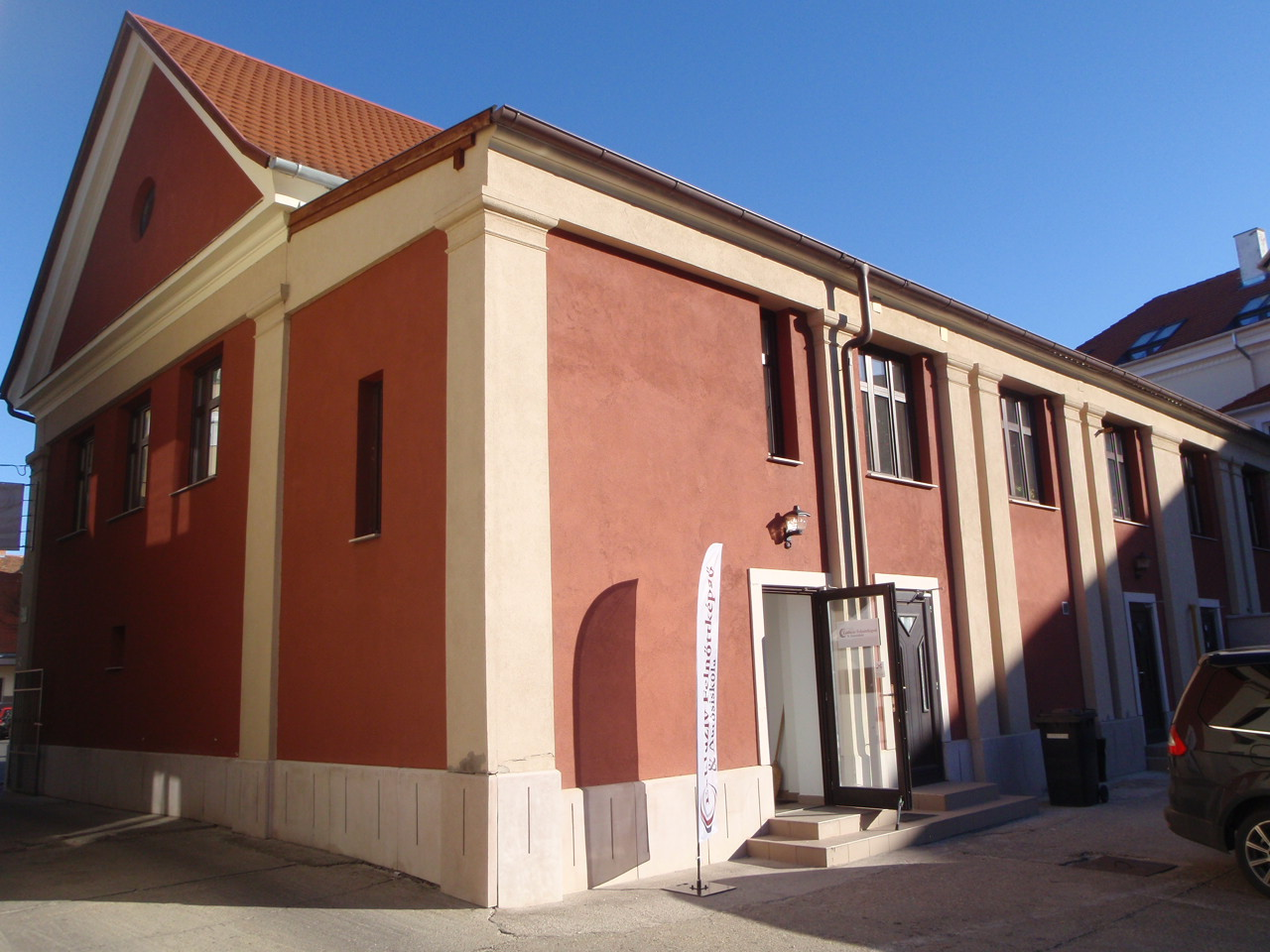
A zsinagóga udvara
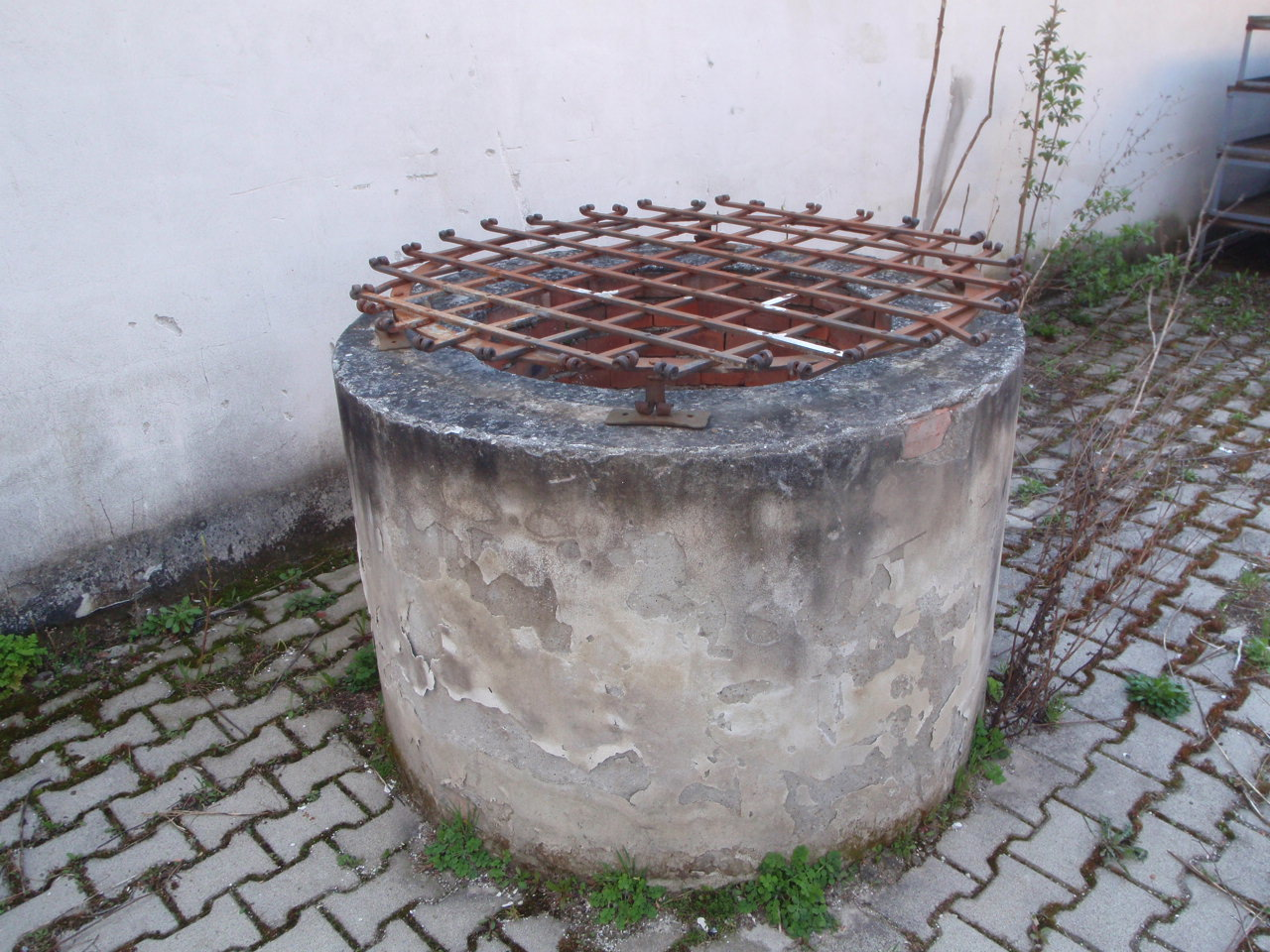
A zsinagóga kútja